# Steve Robertson
Steve Robertson (né le 4 juillet 1964 à Hackney, Angleterre - ) est un ancien pilote automobile britannique, aujourd'hui reconverti dans le management de pilotes et la direction d'une écurie de Formule 3 britannique.

## Biographie
Auteur de débuts corrects en sport automobile (citons notamment sa troisième place dans le championnat britannique de Formule 3 1990 derrière les Finlandais Mika Häkkinen et Mika Salo), Robertson a par la suite remporté en 1994 aux États-Unis le championnat Indy Lights, l'antichambre du CART. Mais ce titre ne lui a pas permis de passer à l'échelon supérieur. De retour en Grande-Bretagne, Steve Robertson a roulé dans le BTCC, mais sans grand succès. 
Constatant l'impasse dans laquelle était sa carrière, Steve a alors décidé de se lancer dans le management de pilote, avec son père David. Le duo a fait parler de lui en 2000, puis en 2001 en favorisant coup sur coup l'accès à la Formule 1 de deux de leurs protégés: Jenson Button, puis Kimi Räikkönen, respectivement issus des rangs de la F3 britannique et de la F.Renault britannique.
Steve Robertson est aujourd'hui toujours le manager de Räikkönen, avec lequel il a d'ailleurs créé fin 2004 une écurie de F3 britannique, nommée « Räikkönen Robertson Racing » ou « Double R ». En 2006, l'équipe a remporté le championnat avec Mike Conway, tout en favorisant l'éclosion du jeune pilote brésilien Bruno Senna (neveu du triple champion du monde de Formule 1 Ayrton Senna).

## Palmarès
- Vainqueur du championnat Indy Lights en 1994